# Edad de la Tierra
La edad de la Tierra indica el tiempo transcurrido desde su origen hasta nuestros días. Los geólogos y geofísicos modernos consideran que la edad de la Tierra es de unos 4540 millones de años ± 1 %. Esta edad había sido determinada mediante técnicas de datación radiométrica de material proveniente de meteoritos y es consistente con la edad de las muestras más antiguas de material de la Tierra y de la Luna. Sin embargo, estudios más recientes basados en el decaimiento de hafnio 182 en tungsteno 182, determinados por John Rudge y colaboradores, del Departamento de Ciencias de la Tierra de la Universidad de Cambridge, en 2010, sugieren 4470 millones de años, reduciendo la datación en 70 millones de años.
Con el advenimiento  de la revolución científica y el desarrollo de los métodos de datación radiométricos, se realizaron mediciones de la presencia de plomo en muestras minerales ricas en uranio, que indicaron que algunas tenían una edad que superaba los 1000 millones de años. El más antiguo de estos minerales que ha sido analizado son unos pequeños cristales de zirconio de la zona de Jack Hills en Australia Occidental; los cuales por lo menos tienen una edad de 4404 millones de años.
Comparando la masa y luminosidad del Sol con las de las otras estrellas, parecería que el sistema solar no podría ser más antiguo que dichas rocas. Las inclusiones ricas en calcio-aluminio (Ca-Al) –los compuestos de meteoritos más antiguos formados en el sistema solar– tienen una edad de 4567 millones de años, lo que resulta en la edad del sistema solar y en una cota superior para la edad de la Tierra.
Existe una hipótesis que afirma que la formación de la Tierra comenzó poco tiempo después de la formación de las inclusiones ricas en Ca-Al y los meteoritos. Como aún se desconoce el instante en que ocurrió la formación de la Tierra y las predicciones obtenidas mediante diferentes modelos de creación van desde unos pocos millones de años hasta unos 100 millones de años, es difícil determinar la edad exacta de la Tierra. También es difícil precisar la edad exacta de las rocas más antiguas sobre la superficie de la Tierra, ya que muy probablemente sean agregados de minerales de distintas épocas. El gneis Acasta ubicado en el norte de Canadá podría ser la más antigua masa rocosa expuesta en la corteza terrestre.

## Desarrollo de los conceptos geológicos modernos
Los estudios de los estratos, la formación de las capas de roca y sedimentos, le han permitido comprender a los naturalistas que la Tierra podría haber pasado por numerosos cambios durante su existencia. Estas capas a menudo contienen restos fosilizados de criaturas desconocidas, lo que conduce a una interpretación de una serie de organismos que se sucedieron entre una capa a la siguiente. Ya en el siglo VI a. C. Jenófanes interpretaba a las capas de restos fósiles exactamente de esta manera.
Nicolás Steno en el siglo XVII fue uno de los primeros naturalistas occidentales en apreciar la conexión existente entre los restos fósiles y los estratos. Basado en sus observaciones formuló importantes conceptos estratigráficos (por ejemplo, el «principio de la superposición de estratos» y el «principio de horizontalidad original»). Hacia 1790, el naturalista británico William Smith formuló la hipótesis de que, si dos capas de roca ubicadas en sitios muy disímiles contenían fósiles similares, entonces era muy factible que las capas provinieran de la misma época. Posteriormente un sobrino y discípulo de William Smith, llamado John Phillips, calculó utilizando este tipo de técnicas que la edad de la Tierra sería de unos 96 millones de años.
A mediados del siglo XVIII el naturalista Mijaíl Lomonósov, considerado el fundador de la ciencia rusa, sugirió que la Tierra había sido formada de forma independiente del resto del universo, varios cientos de miles de años antes. Las ideas de Lomonosov eran principalmente de naturaleza especulativa, pero en 1779, el naturalista francés Comte du Buffon trató de calcular la edad de la Tierra realizando un experimento: creó un globo de dimensiones reducidas que se asemejaba por su composición a la Tierra y luego midió su ritmo de enfriamiento. Como resultado estimó que la Tierra tendría unos 75 000 años de edad.
Otros naturalistas utilizaron hipótesis para construir una historia de la Tierra, aunque sus secuencias temporales eran inexactas ya que no conocían cuanto tiempo había tomado la formación de los distintos estratos. En 1830, el geólogo Charles Lyell, basado en algunas ideas formuladas previamente por el filósofo y naturalista escocés James Hutton, popularizó el concepto de que las características de la Tierra están en cambio perpetuo, a través de procesos de erosión y reforma continua, y que el ritmo de cambio era aproximadamente constante. Esta idea era radicalmente distinta al concepto tradicional, que considerada a la historia de la Tierra como algo estático, con los cambios solo ocurriendo en forma intermitente mediante catástrofes naturales. Numerosos naturalistas fueron influidos por las ideas de Lyell convirtiéndose en «uniformistas» que creían que el cambio era continuo y ocurría en una forma uniforme y a velocidad constante.

## Primeros cálculos por físicos, geólogos y biólogos

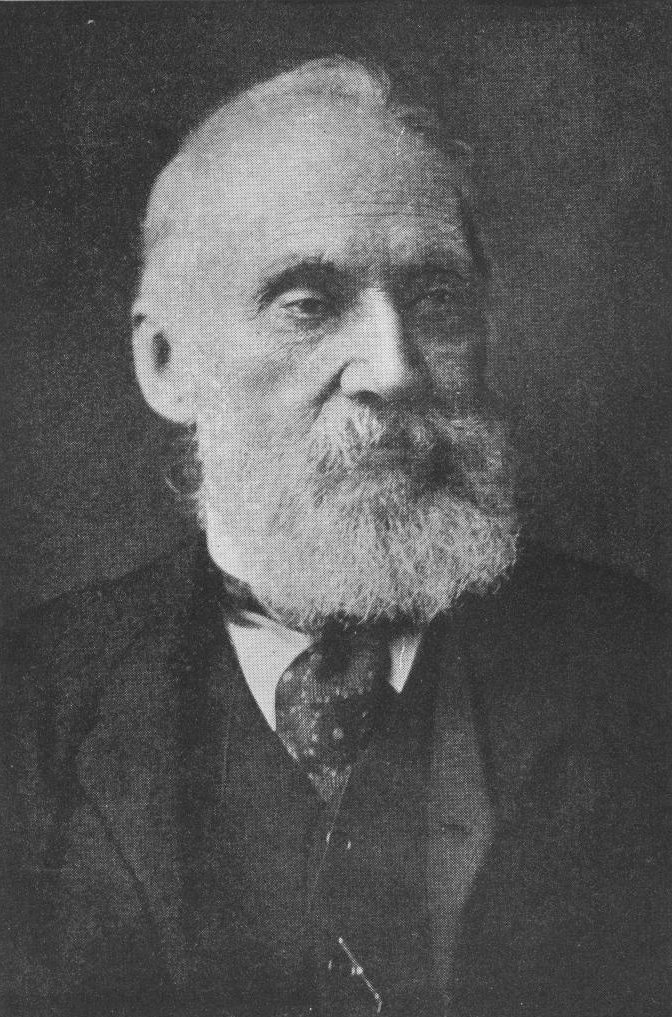
William Thomson (Lord Kelvin)

En su Introducción a la historia de los minerales (1774) Buffon calculó la edad de la Tierra en al menos 180 000 años. A pesar de que hoy resulta una cifra extraordinariamente pequeña, en su época se alejaba ya considerablemente del cálculo del arzobispo Usher a comienzos del siglo XVII a partir del relato bíblico. En su Cosmogonía (1775), Kant hablaba de millones e incluso de centenares de millones de años.
En 1862, el físico de Glasgow William Thomson (posteriormente llamado Lord Kelvin) publicó cálculos que estimaban la edad de la Tierra en una banda entre 24 millones de años. Lord Kelvin supuso que la Tierra se habría formado como una bola de roca fundida, y calculó el tiempo que demoró el proceso de enfriamiento hasta las temperaturas actuales.
Los geólogos tenían dificultades para aceptar que la Tierra fuera tan joven. Los biólogos podían aceptar que la Tierra pudiera tener una edad finita, pero aún 100 millones de años parecía un número demasiado pequeño para ser plausible. Charles Darwin, que había estudiado los trabajos de Lyell, había propuesto su teoría de la evolución de los organismos mediante selección natural, un proceso que se basa en la combinación de modificaciones hereditarias aleatorias y donde para que sea posible una selección acumulativa se requieren de grandes períodos de tiempo. Por ello aún 400 millones de años no parecía ser un lapso suficiente.
En una disertación que Thomas H. Huxley un gran defensor de Darwin realizó en 1869, atacó los cálculos de Thomson, indicando que si bien parecían consistentes y precisos los mismos estaban basados en un conjunto de suposiciones erróneas. En 1856 el físico alemán Hermann von Helmholtz y en 1892 el astrónomo canadiense Simon Newcomb presentaron sus propios cálculos de 22 y 18 millones de años respectivamente: cada uno de ellos en forma independiente había calculado el tiempo que le habría llevado al Sol evolucionar hasta su diámetro e intensidad actual a partir de la nebulosa de gas y polvo de la cual se formó. Estos valores eran consistentes con los cálculos de Thomson. Sin embargo, ellos solo supusieron que el Sol brillaba como consecuencia del calor generado por su contracción gravitacional. En aquella época el proceso de fusión nuclear era aún desconocido para la ciencia.
Otros científicos también apoyaron las estimaciones de Thomson. El astrónomo de la Universidad de Cambridge, George H. Darwin (hijo de Charles Darwin) propuso que la Tierra y la Luna se habían separado al comienzo de su existencia cuando aún eran masas líquidas. Él basándose en cálculos usando modelos de fricción mareomotriz calculó cuánto tiempo le tomó a la Tierra desarrollar el día de 24 horas de duración (se estima que hace 4000 millones de años la tierra rotaba cada 6 horas). Obtuvo una estimación de 56 millones de años que apoyaban los valores de Thomson.
En 1899 y 1900, John Joly de la Universidad de Dublín calculó el ritmo al cual los océanos habrían acumulado sal mediante procesos de erosión, y determinó que los océanos tendrían una edad de unos 80 a 100 millones de años.

## Datación radiométrica

### Introducción
Las rocas minerales naturalmente contienen ciertos elementos y no contienen algunos otros. Pero es posible que mediante el proceso de decaimiento radiactivo de isótopos contenidos en la roca, aparezcan en su estructura elementos exóticos que inicialmente no se encontraban allí. Mediante la medición de la concentración del producto estable de estos decaimientos, sumado al conocimiento de la vida media y la concentración inicial del elemento que decae, se puede determinar la edad de una roca. Productos típicos producidos como resultado de decaimientos radiactivos son el argón, producto de cadenas de decaimiento de potasio-40, y plomo, a partir del decaimiento de uranio y torio. Si la roca se encuentra fundida, como sucede en el manto terrestre, tales productos estables que aparecen como resultado de procesos de decaimiento radiactivo pueden escapar o ser redistribuidos. Por lo tanto, la edad de la roca terrestre más antigua corresponde a una cota mínima de la edad de la Tierra, suponiendo que una roca no puede tener una vida que exceda la de la Tierra misma.

### Manto convectivo y radiactividad
Para 1892, Thomson ya había sido nombrado Lord Kelvin en reconocimiento por sus muchos logros científicos. Kelvin calculó la edad de la Tierra utilizando un método basado en los gradientes térmicos en el interior de la Tierra, y obtuvo un estimado de 100 millones de años. Sin embargo Kelvin no se dio cuenta de que la Tierra tenía un manto fluido sumamente viscoso, y que esto hacia que sus cálculos fueran erróneos. En 1895, John Perry utilizando un modelo de un manto convectivo y una corteza delgada, estimó que la edad de la Tierra estaba de 2000 a 3000 millones de años. Kelvin se mantuvo firme en su estimación de 100 millones de años, inclusive con posterioridad redujo su predicción a un valor de 20 millones de años.
La radiactividad introducirá otro factor adicional en el cálculo. En 1896, el químico francés A. Henri Becquerel descubrió la radiactividad. Y en 1898, otros dos científicos franceses, Marie y Pierre Curie, descubrieron los elementos radiactivos polonio y radio. En 1903 Pierre Curie y su colega Albert Laborde anunciaron que el radio producía suficiente calor para producir el fundido del equivalente de su propia masa en forma de hielo en una hora.
Rápidamente los geólogos se dieron cuenta de que el descubrimiento de la radiactividad echaba por tierra las suposiciones en que se basaban la mayoría de los cálculos de la edad de la Tierra. En dichos cálculos se suponía que la Tierra y el Sol se habían formado en algún punto en el pasado y que se habían ido enfriando en forma continua desde entonces. Pero la radiactividad aportaba un fenómeno por el que se generaba calor, tal como fuera destacado por primera vez, en 1903, por George Darwin y Joly.

### Descubrimiento de la datación radiométrica
La radiactividad, que había anulado la validez de los cálculos precedentes, sin embargo brindó nuevas herramientas para calcular la edad de la Tierra utilizando la datación radiométrica.

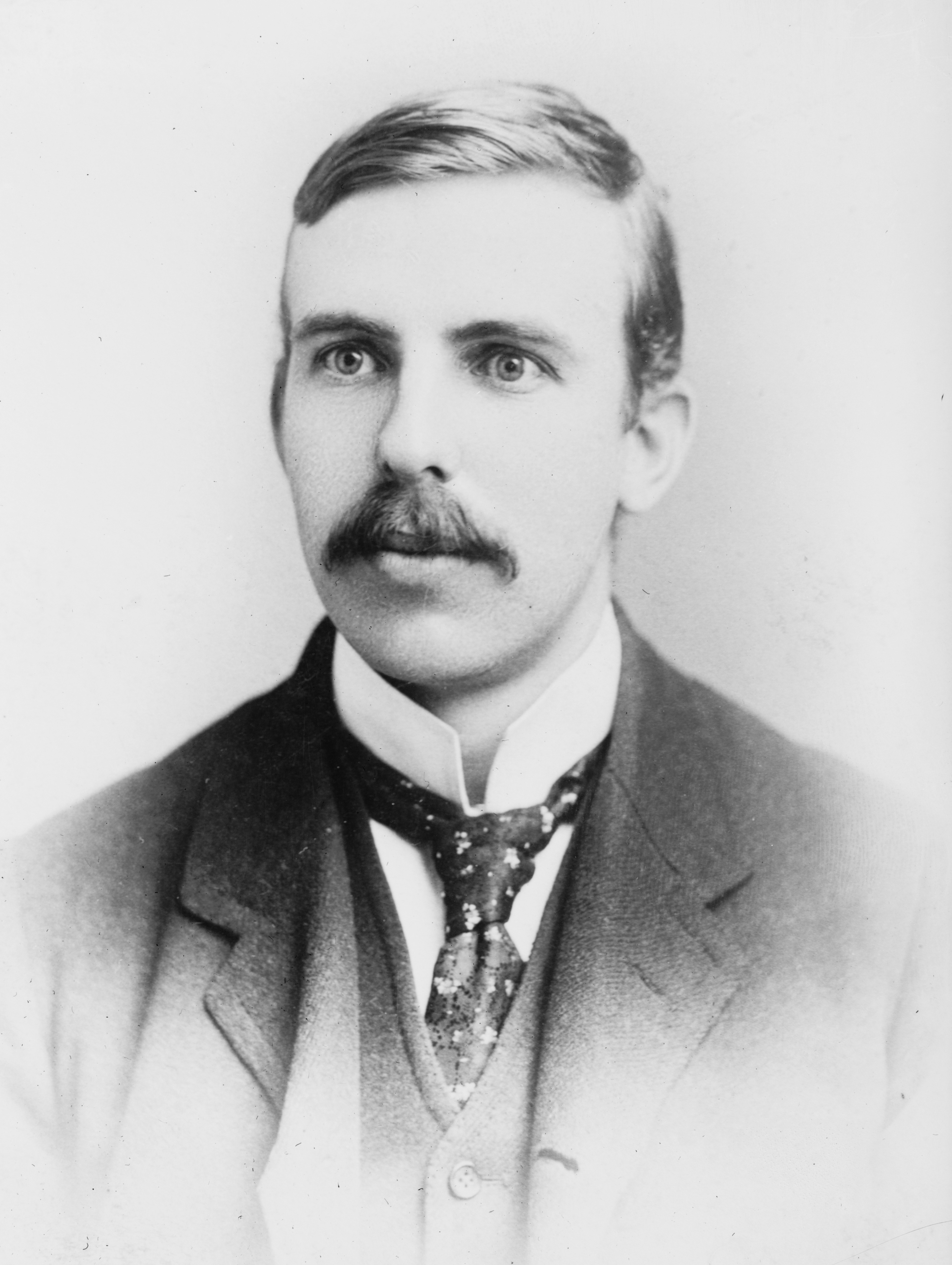
Ernest Rutherford en 1908

Ernest Rutherford y Frederick Soddy continuaron su trabajos con materiales radiactivos y llegaron a la conclusión que la radiactividad se debía a la transmutación espontánea de elementos atómicos. En un decaimiento radiactivo, un elemento se convierte en otro elemento, más liviano, y en el proceso emite radiación alfa, beta, o gamma. Ellos también encontraron que un elemento radiactivo decae para convertirse en otro a una velocidad característica que es distinta para cada elemento. Esta velocidad se expresa en función de la «vida media», o lapso necesario para que la mitad de una cantidad de un material radiactivo se transmute y convierta en su «producto de decaimiento».
Mientras que algunos materiales radiactivos poseen vidas medias cortas, otros poseen vidas medias muy largas. El uranio, el torio, y el radio tienen vidas medias prolongadas, y por lo tanto todavía se los encuentra en la corteza terrestre, pero aquellos elementos con vidas medias cortas ya no se encuentran en forma natural en la corteza terrestre. Este hallazgo hace pensar que podría ser posible medir la edad de la Tierra si se midieran las proporciones relativas entre los materiales radiactivos de muestras geológicas. En realidad, los elementos radiactivos no siempre decaen directamente hacia elementos no-radiactivos o estables, en cambio decaen formando otros elementos radiactivos que tienen sus propias vidas medias que a su vez decaen, hasta que luego de una cadena de procesos se llega a un elemento estable. Estas «cadenas de decaimiento», tales como las del uranio-radio y las del torio, se descubrieron a los pocos años de haber descubierto la radiactividad, y fueron la base sobre la que se desarrollaron las técnicas de la datación radiométrica.
Estos temas se vieron enriquecidos por los descubrimientos de Bertram B. Boltwood y de Rutherford. Boltwood había realizado estudios sobre materiales radiactivos, y cuando en 1904 Rutherford dio algunas charlas en Yale, Boltwood se inspiró para describir las relaciones entre los elementos de varias cadenas de decaimientos radiactivos. Posteriormente en 1904, Rutherford realizó el primer paso hacia la datación radiométrica al sugerir que las partículas alfa emitidas en un decaimiento radiactivo podían quedar atrapadas en una muestra de roca en forma de átomos de helio. En ese tiempo, Rutherford solo estaba adivinando la posible relación entre partículas alfa y los átomos de helio, teoría que luego demostró cuatro años después.
Apenas habían Soddy y sir William Ramsay, del University College de Londres, logrado determinar el ritmo mediante el cual el radio produce partículas alfa, cuando Rutherford propuso que podía determinar la edad de una roca midiendo la concentración de helio en su interior. Utilizando esta técnica calculó que una muestra de roca que tenía en su laboratorio tenía una edad de unos 40 millones de años. Al respecto Rutherford escribió:

Entré en la sala, que se encontraba en penumbras, y óbservé entre la audiencia a Lord Kelvin por lo que me di cuenta que iba a tener problemas en la última parte de mi disertación en la que presentaba información sobre la edad de la Tierra, y donde mis puntos de vista estaban en conflicto con las posiciones sostenidas por Kelvin. Para mi alivio, rápidamente Kelvin se quedó dormido, pero cuando comencé a tratar el punto importante, vi que Kelvin se enderezó en su asiento, abrió un ojo, y me envió una mirada asesina! De repente tuve un rapto de inspiración y dije, 'Lord Kelvin ha fijado la edad de la Tierra, basado en la información existente hasta la fecha. Y justamente esta noche nos referimos a cambios en los datos que sustentan esa profecía, el radio!' De repente, Kelvin me dirigió una mirada furibunda
 Rutherford (1939) 

Rutherford supuso que la velocidad de decaimiento del radio determinada por Ramsay y Soddy era correcta, y que el helio quedaba atrapado en la muestra sin poder escaparse. Si bien estas suposiciones de Rutherford no eran correctas, el modelo igual permitió avanzar en la dirección correcta.
Boltwood se concentró en los productos finales de las cadenas de decaimiento. En 1905, sugirió que el plomo era el producto estable final en el que terminaba la cadena de decaimiento del radio. Ya se conocía que el radio era un producto intermedio en la cadena de decaimiento del uranio. Rutherford contribuyó, imaginando un proceso de decaimiento mediante el cual el radio emitía cinco partículas alfa mediante varios productos intermedios para terminar en plomo, y pensó que era probable que la cadena de decaimiento radio-plomo pudiera ser utilizada para fechar muestras de rocas. Boltwood realizó los cálculos, y hacia finales de 1905 había estimado la edad de 26 muestras de rocas, obteniendo valores entre 92 y 570 millones de años. Sin embargo tuvo suerte al no publicar inmediatamente sus resultados, ya que tenían varios errores de medición y el uso de un valor incorrecto para la vida media del radio. Boltwood refinó su trabajo y finalmente publicó sus resultados en 1907.
El trabajo de Boltwood enfatizaba que muestras tomadas de estratos comparables tenían relaciones de uranio/plomo que eran similares, y que las muestras de estratos más antiguos tenían una mayor proporción de plomo, excepto en aquellos casos en los que había evidencia que el plomo había escapado de la muestra. Sin embargo, sus estudios eran erróneos porque por aquella época no se comprendía completamente la cadena de decaimiento del torio, lo que hacía que se obtuvieran resultados incorrectos en las muestras que contenían uranio y torio. Sin embargo, sus cálculos eran mucho más precisos que todos los realizados hasta aquel momento. Utilizando esta técnica junto con algunos refinamientos, Boltwood calculó que sus 26 muestras de roca tenían edades entre 250 a 1300 millones de años.

### Arthur Holmes desarrolla la datación radiométrica
Si bien Boltwood publicó su trabajo en una importante revista especializada en temas de geología, la comunidad geológica tenía poco interés por la radiactividad. Por ello Boltwood no dedicó más esfuerzos al fechado radiométrico y se dedicó a investigar otras cadenas de decaimiento. Por su parte, si bien Rutherford mantuvo algo de interés en el tema de la edad de la Tierra, no hizo mayores trabajos sobre el mismo.
Hasta 1910 Robert Strutt continuó trabajando sobre el método de helio de Rutherford, para finalmente abandonar el tema. Sin embargo Arthur Holmes un discípulo de Strutt se interesó por el fechado radiométrico y siguió trabajando en el mismo cuando el resto de los científicos lo habían abandonado. Holmes se concentró en el fechado por plomo, ya que no tenía muchas esperanzas en el método del helio. Realizó mediciones sobre muestras de rocas y en 1911 llegó a la conclusión que la más antigua (una muestra de Ceilán) tenía una edad de 1600 millones de años. Estos cálculos no eran particularmente confiables, ya que por ejemplo supuso que al momento de solidificarse la roca las muestras habían contenido únicamente uranio y nada de plomo.
Y más importante aún, en 1913 se publicaron resultados que mostraban que los elementos se presentaban en diversas variantes con diferentes masas, o «isótopos». Para la década de 1930, se demuestra que los isótopos tenían núcleos formados con distinto número de partículas neutras llamadas «neutrones». Ese mismo año, otros trabajos publicados presentan las leyes que siguen los decaimientos radiactivos, permitiendo de este modo una identificación más precisa de las cadenas de decaimiento.
Muchos geólogos consideraban que estos nuevos descubrimientos hacían al fechado radiométrico tan complicado que lo tornaban inservible. Para Holmes, esto le daba herramientas más poderosas para mejorar sus técnicas, y continuó avanzando con sus trabajos, realizando publicaciones antes y después de la Primera Guerra Mundial. Su trabajo fue ignorado hasta la década de 1920, si bien en 1917 Joseph Barrell, un profesor de geología de Yale, reescribió la historia geológica para ajustarla a los hallazgos de Holmes utilizando el fechado radiométrico. Las investigaciones de Barrell determinaron que las capas de estratos se habían formado con distintas velocidades, y por lo tanto era incorrecto utilizar las velocidades actuales de cambios geológicos para inferir las fechas de la evolución de la historia de la Tierra.
La persistencia de Holmes finalmente comenzó a dar frutos hacia 1921, cuando en la reunión anual de la Asociación Británica para el Avance de la Ciencia los miembros establecieron por consenso que la edad de la Tierra era de unos pocos miles de millones de años, y que la técnica de fechado radiométrico era creíble. Holmes publicó su obra The Age of the Earth, an Introduction to Geological Ideas en 1927 en la que establecía un rango entre 1600 a 3000 millones de años. De todas formas, luego de estos eventos no se percibió un gran movimiento en pos de promocionar el fechado radiométrico, que parecía ser resistido por los miembros más recalcitrantes de la comunidad de geólogos. Ellos desconfiaban de los intentos de los físicos de entrometerse en sus dominios, y hasta ahora los habían logrado ignorar con éxito. El gran peso de la evidencia finalmente tuvo su efecto y en 1931 el National Research Council de la Academia Nacional de Ciencias de los Estados Unidos finalmente decidió resolver el tema de la edad de la Tierra y para ello designó un comité para que investigara el tema. Dado que Holmes era una de las pocas personas que tenía un conocimiento de las técnicas de fechado radiométrico, fue invitado a formar parte del comité y de hecho la mayoría del informe final es de su autoría.
El informe expresaba que el fechado radiométrico era el único método confiable de determinar las secuencia de tiempos geológicos. El amplio detalle y precisión del informe, sustentaban la conclusión del mismo. El informe describía los métodos a ser usados, el cuidado a tener para realizar las mediciones y las incertezas y barras de error resultantes.

#### El uso de meteoritos
El valor de 4555 millones de años fue calculado por Clair Cameron Patterson utilizando el fechado mediante isótopos de la cadena de decaimiento uranio-plomo (específicamente fechado plomo-plomo), basándose en varios meteoritos, incluido el meteorito del Cañón del Diablo. Este valor se publicó en 1956.

Diagrama de decaimiento isócrono del isótopo del plomo, con datos utilizados por Patterson para determinar la edad de la Tierra en 1956.

La edad de la Tierra indicada se basa, en parte, en el meteorito de Canyon Diablo por varias razones, y se apoya en el conocimiento de la química del Cosmos, adquirido en varias décadas de investigaciones.[cita requerida]
La mayoría de las muestras provenientes de la Tierra no permiten determinar en forma directa la fecha en que se formó la Tierra a partir de la nebulosa solar, debido a que la Tierra ha sufrido procesos que determinan la presencia de su núcleo, el manto y la corteza. A su vez, estos elementos han atravesado una larga historia de procesos de mezclado y dispersión, como la tectónica de placas, erosión y circulación hidrotermal.[cita requerida]
Todos estos procesos pueden afectar en forma negativa el fechado por métodos radiométricos, ya que pueden comprometer la característica de la muestra al anular la suposición que la misma ha permanecido como un sistema cerrado. Esto se refiere al hecho de que el nucleído padre o el hijo o algún nucleído hijo intermedio pueden haber salido en forma parcial de la muestra, lo que resultaría en un cálculo incorrecto de su edad. Para mitigar este efecto es usual fechar varios minerales de la misma muestra, para obtener un isócrono. Alternativamente, es posible utilizar en algunas muestras más de un sistema de fechado, lo que permite aumentar la certeza sobre el cálculo.[cita requerida]
Se considera que algunos meteoritos representan el material primitivo a partir del cual se formó el disco solar de acreción. Algunos de estos meteoritos se han comportado como sistemas cerrados (por lo menos para ciertos isótopos) muy poco tiempo después de que se formaron el disco solar y los planetas. Estas suposiciones se han confirmado con observaciones científicas y numerosos fechados mediante isótopos, y es una hipótesis más robusta que suponer que una roca terrestre ha retenido su composición original.[cita requerida]
Sin embargo, se han usado rocas minerales de plomo arcaicas de galena para estimar la edad de la Tierra, ya que las mismas son los más antiguos minerales formados solo a base de plomo en el planeta y poseen información sobre los más antiguos sistemas de isótopos homogéneos plomo-plomo del planeta. Mediante este método, se obtuvo la edad de la Tierra de 4540 millones de años, con un margen de error menor al 1 %(45 millones de años).